# With a Song in My Heart (album)
Pour les articles homonymes, voir With a Song in My Heart (homonymie).
Albums de Stevie Wonder
Recorded Live: The 12 Year Old Genius
(1963) Stevie at the Beach
(1964)
With a Song In My Heart est le troisième album studio de Stevie Wonder, sorti en 1963 chez Tamla (Motown). 
Il s'agit du premier album de Wonder dont la pochette ne mentionne pas l'adjectif Little, même si celui-ci apparait sur le vinyl proprement dit. 
L'album reprend des standards du jazz et des titres issus de comédies musicales ou de films. 

## Liste des pistes
| 1. | With a Song in My Heart   | Lorenz Hart, Richard Rodgers                             | 3:11 |
| 2. | When You Wish Upon a Star | Ned Washington, Leigh Harline                            | 2:59 |
| 3. | Smile                     | Charlie Chaplin, Geoffrey Parsons (en), John Turner (en) | 3:20 |
| 4. | Make Someone Happy        | Betty Comden, Adolph Green, Jule Styne                   | 5:04 |
| 5. | Dream (en)                | Johnny Mercer                                            | 2:50 |

| 1. | Put on a Happy Face             | Charles Strouse, Lee Adams (en)                 | 2:37 |
| 2. | On the Sunny Side of the Street | Dorothy Fields, Jimmy McHugh                    | 3:58 |
| 3. | Get Happy                       | Harold Arlen, Ted Koehler                       | 2:12 |
| 4. | Give Your Heart a Chance        | Ron Miller, Orlando Murden, Kenneth O'Neil      | 2:16 |
| 5. | Without a Song (en)             | Edward Eliscu (en), Billy Rose, Vincent Youmans | 4:14 |

## Personnel
- Stevie Wonder : voix , harmonica, claviers[4]
- Ernie Wilkins : arrangements[5]
- L'instrumentation est réalisée par des musiciens de studio originaires de Los Angeles